# Ante Rebić
Ante Rebić (ur. 21 września 1993 w Splicie) – chorwacki piłkarz występujący na pozycji napastnika. Wychowanek RNK Split w swojej karierze grał także w takich zespołach jak Hellas Verona, RB Leipzig oraz Eintracht Frankfurt.

## Odznaczenia
- Order Księcia Branimira (2018)[1]